# Adolin
Adolin (ukr. Аделін, Адолин, Адолін, ros. Аделин, Адолин) – nieistniejąca niemiecka kolonia w rejonie jaruńskim obwodu żytomierskiego. Podlegała pod Radę wiejską z centrum we wsi Tokariw.
Byłe luterańskie osiedle, położone w odległości 25 km na południowy zachód od Nowogróda Wołyńskiego. Parafia luterańska – Nowogród Wołyński.

## Demografia
Pod koniec XIX wieku liczba mieszkańców wynosiła 123 osoby, domów 18, w 1906 r. – 116 osób, domów 20, w 1910 r. – 55 osób, w 1923 r. – 126 osób, liczba podwórek – 20, w 1924 r. – 175 mieszkańców (z przewagą ludności narodowości niemieckiej), domów 34, w 1926 r. – 186 osób, domów 40.
Wyludniona podczas Hołodomoru 1932–33 lat.

## Historia
Pod koniec XIX w. była to kolonia w powiecie nowogradwołyńskim, gmina Żołobne, położona w odległości 18 wiorst od miasta powiatowego.
W 1906 r. wchodziła w skład wołosci żołobieńskiej w powiecie nowogradwołyńskim guberni wołyńskiej. Odległość do centrum powiatu miasta Nowogród Wołyński wynosiła 18 wiorst, do administracji wołosnej we wsi Żołobne – 4 wiorsty. Urząd pocztowy – Nowogród Wołyński.
W 1923 r. została podporządkowana do nowo utworzonej Rady wiejskiej we wsi Tokariw, która 7 marca 1923 r. została włączona do nowo utworzonego rejonu piszcziwskiego (później jaruński) w okręgu żytomierskim (później wołyński). Znajdowała się w odległości 9 wiorst od centrum rejonu wsi Piszcziw i 2,5 wiorsty od siedziby Rady wiejskiej we wsi Tokariw.
Na dzień 1 października 1941 r. nie zarejestrowana na liście osiedli.